# Côte de l'Épan
 (juillet 2019).
Si vous disposez d'ouvrages ou d'articles de référence ou si vous connaissez des sites web de qualité traitant du thème abordé ici, merci de compléter l'article en donnant les références utiles à sa vérifiabilité et en les liant à la section « Notes et références ».
La côte de l'Épan est une côte située en France, à proximité de Joué-lès-Tours et de Tours, dans le département d'Indre-et-Loire.

## Ascension cycliste
Chaque année, la course cycliste, Paris-Tours emprunte la côte qui est décisive au verdict de l'épreuve, puisqu'elle se trouve à huit kilomètres de l'arrivée, avec une importante déclivité moyenne de 8 % et des passages à 12 %.
En 2007, Philippe Gilbert, Filippo Pozzato et Karsten Kroon s'y était échappés, mais avaient été repris sur l'avenue de Grammont.
En 2008, Nicolas Vogondy, Mickaël Delage, Sébastien Turgot, et Jan Kuyckx y attaquèrent, pour être rejoints ensuite, par Philippe Gilbert, vainqueur de la 102e édition.
Depuis 2018, la course ne passe plus par la côte de l'Épan.